# RK Eurofarm Pelister
Der Rakometen Klub Eurofarm Pelister (deutsch: Handballclub Eurofarm Pelister; mazedonisch РК Еурофарм Пелистер; englisch HC Eurofarm Pelister) ist ein Handballverein aus der nordmazedonischen Stadt Bitola.

## Geschichte
Entstanden ist der Verein am 29. November 2019 durch den Zusammenschluss der lokalen Handballvereine RK Eurofarm Rabotnik und RK Pelister Bitola. Die erste Mannschaft nimmt seit der Saison 2020/21 unter dem Namen RK Eurofarm Pelister am Spielbetrieb der Nordmazedonischen Superliga teil und soll mit Hilfe des Hauptsponsors Eurofarm auch international gute Ergebnisse liefern. Die zweite Mannschaft tritt mit der Lizenz von Pelister Bitola künftig als RK Eurofarm Pelister 2 ebenfalls in der Superliga an und soll nordmazedonischen Nachwuchsspielern als Ausbildungsstätte dienen. International nimmt das Team in der Saison 2020/21 an der länderübergreifenden SEHA-Liga teil. Außerdem startete man in der EHF European League. In den Jahren 2023, 2024 und 2025 gewann RK Eurofarm Pelister die nordmazedonische Meisterschaft.

## Bekannte Spieler
Zu den Spielern gehörten Karim Hendawy, Stipe Mandalinić, Nikola Markoski, Márton Székely, Urban Lesjak, Wilson Davyes, Goce Ojleski und Žarko Peševski.

## Bisherige Trainer
Von 2020 bis 2022 war der Kroate Željko Babić Cheftrainer, auf ihn folgte im Sommer 2022 der Däne Lars Walther.

## Name
Der Namensgeber Eurofarm ist eine Apothekenkette Nordmazedoniens.